# Minnesota Timberwolves
Die Minnesota Timberwolves sind eine Mannschaft der nordamerikanischen Basketball-Profiliga NBA. Seine Heimspiele trägt das Team seit 1990 im Target Center von Minneapolis im US-Bundesstaat Minnesota aus (in der Saison 1989/90 spielten sie im Hubert H. Humphrey Metrodome). Seinen Namen hat das Team vom Timberwolf, einer in Minnesota beheimateten Unterart des Wolfs.

## Teamgeschichte

### Die ersten Jahre in der NBA (1989–1995)
Die Timberwolves bestritten ihr erstes Spiel am 3. November 1989 bei den Seattle Supersonics. Die Starting Five waren Tod Murphy, Brad Lohaus, Tony Campbell, Sidney Lowe und Sam Mitchell, der nach 45 Sekunden Spielzeit die ersten Punkte dieses Vereins in einem am Ende verlorenen Spiel erzielte. Ihre Heimpremiere verloren sie fünf Tage später gegen die Chicago Bulls. Zwei Tage darauf gewannen sie ihr erstes Spiel in der NBA nach Verlängerung gegen die Philadelphia 76ers. Noch in der ersten Saison, im Februar 1990, setzte Tony Campbell, später bester Scorer bei den Timberwolves in der ersten Saison, mit 44 Punkten einen Vereinsrekord der bis 2003 Bestand hatte, als ihn Wally Szczerbiak egalisierte. Die erste Saison beendeten die Timberwolves mit einer Bilanz von 22:60, als Bestes der vier neuen Teams in der NBA. Was die Anzahl der zugelassenen Punkte angeht waren sie mit 99,4 in ihrer ersten Saison das zweitbeste Team. Pooh Richardson wurde für das NBA All-Rookie Team ausgewählt. Die Heimspiele fanden im Hubert H. Humphrey Metrodome statt mit durchschnittlich 26 100 Zuschauern pro Spiel. Am 17. April 1990 waren es mit 49 551 die drittmeisten in der NBA.

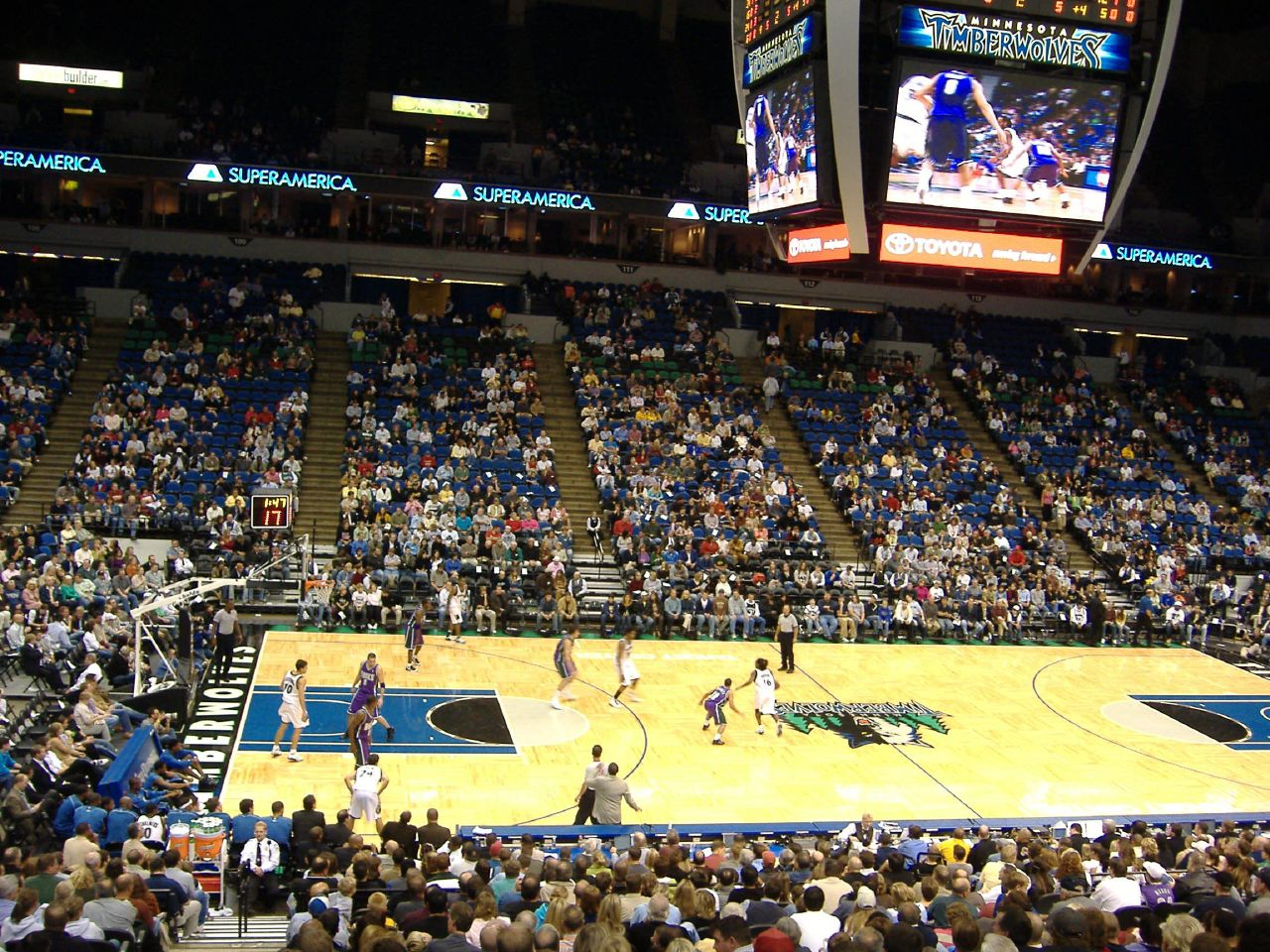
Target Center

Die nächste Saison begannen die Timberwolves im neuen Heimstadion, dem Target Center mit einem Sieg gegen die Dallas Mavericks. Die Bilanz gestaltete sich weiterhin durchwachsen. Im April 1991 schafften die Timberwolves den ersten Monat in der Vereinsgeschichte mit einer positiven Bilanz, in diesem Falle 7:5. Ebenfalls in diesem Monat, am 4. April 1991 erreichten sie ihren bis heute höchsten Sieg mit 138 Punkten gegen die Denver Nuggets. Die Timberwolves schlossen die zweite Saison mit 29 Siegen ab. Trainer Bill Musselman verließ nach dieser Saison das Team. Ihm folgte als Head-Coach im Juni 1991 Jimmy Rodgers nach.
Ihre dritte Saison begannen die Timberwolves sehr schlecht mit neun Niederlagen in den ersten zehn Spielen. Gerald Glass und Doug West ersetzten Tyrone Corbin und Tony Campbell in der Starting Five. Luc Longley debütierte als erster Australier in der NBA gegen die Dallas Mavericks am 30. November 1991. Im Februar und März 1992 verloren sie 16 Spiele nacheinander, wobei der März mit einer 1:15 Bilanz der erfolgloseste Monat der Vereinsgeschichte wurde. Am Saisonende stand das bisher schlechteste Resultat mit 15:67.
Zur nächsten Saison wurde Jack McCloskey zum General Manager ernannt und ersetzte Jimmy Rodgers. Mit Christian Laettner an dritter Stelle zogen die Timberwolves den höchsten Draft ihrer Vereinsgeschichte. Pooh Richardson und Sam Mitchell wurden für Chuck Person und Micheal Williams zu den Indiana Pacers getradet. Am 11. Januar 1993, nach einer Bilanz im Dezember von 1:12, wurde Sydney Lowe mit 33 Jahren damals der jüngste Head Coach in der NBA und löste Jimmy Rodgers ab. Die Timberwolves schlossen diese Saison mit 19:63 ab. Eine außerordentliche Serie startete Micheal Williams, in deren Verlauf er einen zwölf Jahre alten NBA-Rekord an verwandelten Freiwürfen am Stück verbesserte, und sie bis in die nächste Saison zu seinem ersten Fehlwurf am 9. November 1993 bei 97 markierte. Christian Laettner wurde für das 1992/93 NBA All-Rookie Team ausgewählt.
Im NBA Draft 1993 zogen die Timberwolves Isaiah Rider an fünfter Stelle. Dieser schaffte am Ende eine Aufstellung im NBA All-Rookie Team und gewann den NBA All-Star Weekend Slam Dunk Contest. Am Ende der Saison stand eine Bilanz von 20:62 und Bill Blair wurde neuer Head Coach. Gegen den Verkauf der sehr gut besuchten Timberwolves an eine Investorengruppe mit Umzug nach New Orleans legte die NBA ihr Veto ein. Besitzer Glen Taylor versprach, dass das Team in Minneapolis bleibt.
Mit 21:61 kassierten die Timberwolves in der vierten Saison nacheinander mehr als 60 Niederlagen, was einen neuen NBA-Negativrekord darstellte. Problematisch war vor allem die Offensive, 94,2 Punkte pro Spiel waren bis dahin der schlechteste Wert für die Timberwolves, und die Rebounds, sie blieben das einzige Team in der NBA, das unter 3000 Rebounds blieb. Bester Spieler war Rider mit 20,4 Punkten pro Spiel, womit er in dieser Statistik in der Liga 19. war. Am Ende der Saison folgte der frühere Star der Boston Celtics, Kevin Edward McHale, Jack McCloskey als General Manager nach.

### Kevin Garnett-Ära (1995–2007)

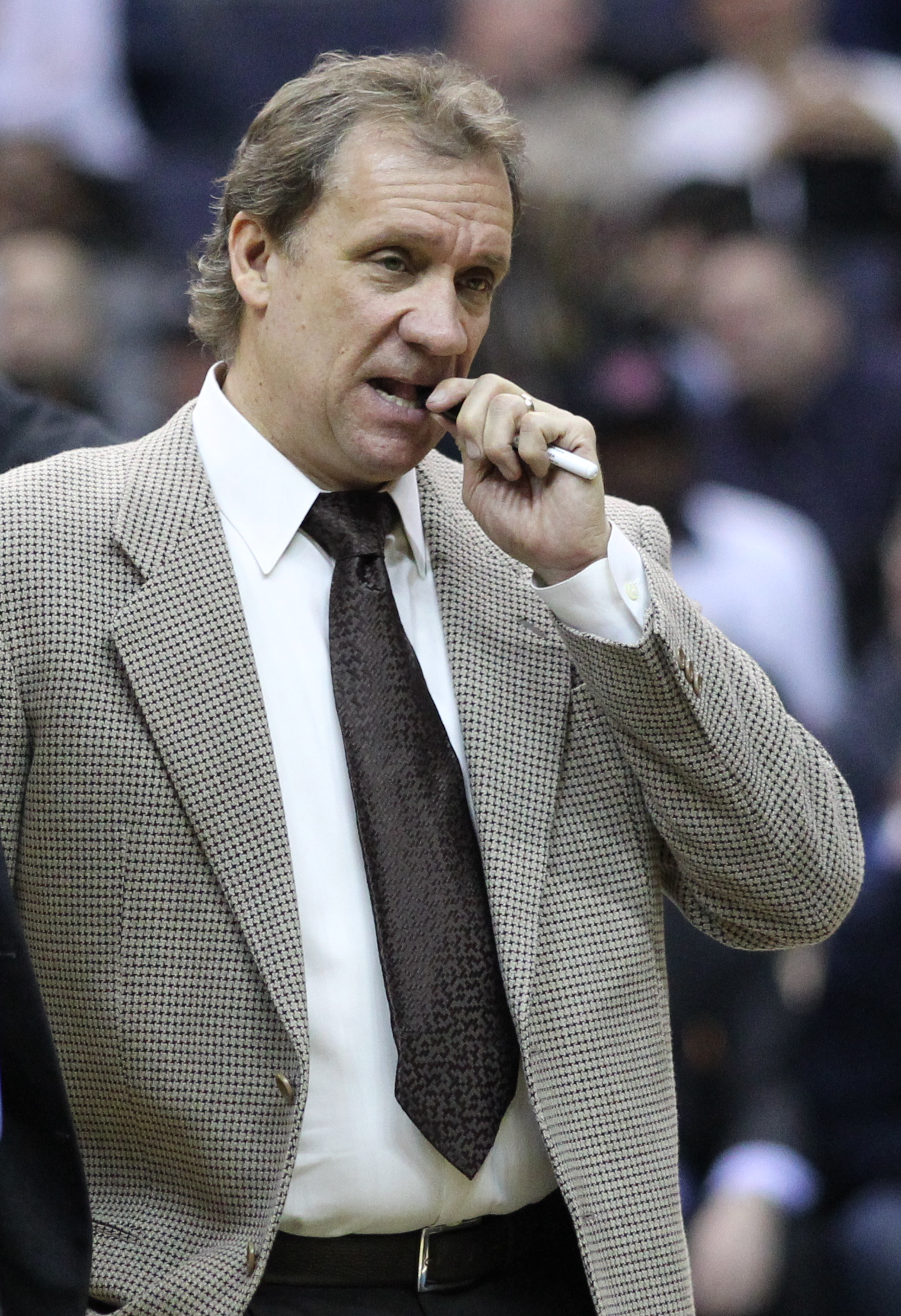
Flip Saunders, Head Coach (1995–2005 und von 2014–2015)

Beim Draft von 1995 wählten die Timberwolves Kevin Garnett an fünfter Stelle aus, der direkt von der Highschool kam.

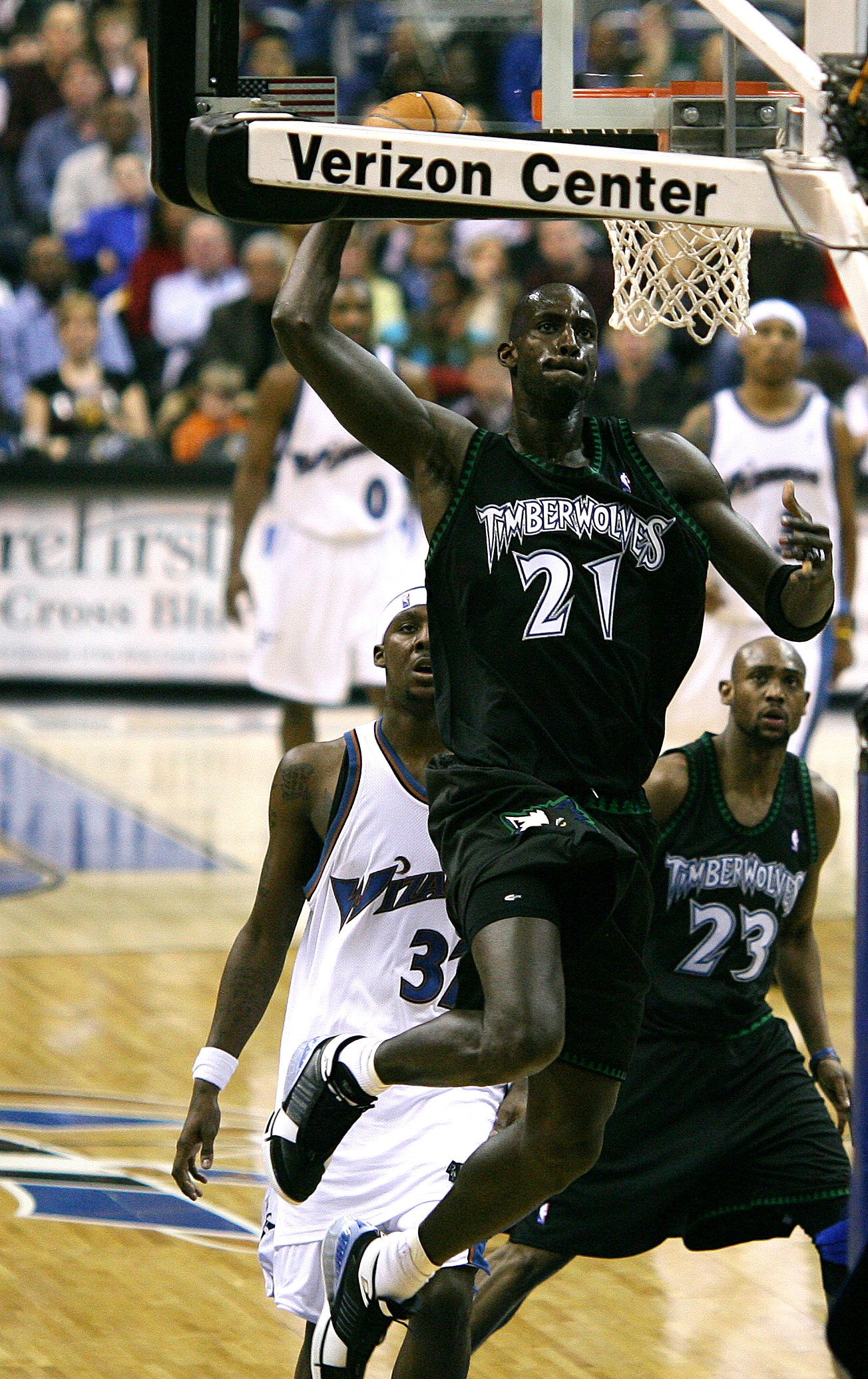
Kevin Garnett (1995–2007 und 2015–2016)

Mit 26:56 stand am Ende der Saison 1995/96 das bis dahin zweitbeste Ergebnis der Geschichte. Im Dezember 1995 wurde Flip Saunders neuer Head Coach und sollte es bis 2005 bleiben, womit er mit Abstand der Trainer mit der längsten Amtsdauer in diesem Franchise ist. Nach dem Weggang von Rooks und Laettner im Februar 1996 wurde Garnett, der die Saison mit 10,4 Punkten und 6,3 Rebounds pro Spiel beendete, als Rookie Schlüsselspieler der Timberwolves.
Mit 40 Siegen erreichten die Timberwolves 1996/97 erstmals die Playoffs, wo sie in der ersten Runde gegen die Houston Rockets ausschieden, und verstärkten das Interesse der Stadt an den Timberwolves. Beste Spieler waren Garnett und Tom Gugliotta, der in der Liga 20,6 Punkte und 8,6 Rebounds pro Spiel erreichte. Beide nahmen als erste Timberwolves am NBA All-Star Game 1997 teil. Rookie Guard Stephon Marbury zeigte mit 15,8 Punkten pro Spiel ebenfalls eine gute Saisonleistung und war bei den Assists zehnter in der Spielerstatistik.
Mit 45:37 und dem siebten Platz in der Western Conference schlossen die Timberwolves 1997/98 noch besser ab als im Vorjahr. Am 30. Dezember 1997 gewannen die Timberwolves zum ersten Mal gegen die Chicago Bulls. Im Januar 1998 gewannen sie sieben Spiele hintereinander, ein neuer Vereinsrekord. Der lange verletzte Punktemacher Gugliotta wurde erfolgreich durch Sam Mitchell, Terry Porter und Anthony Peeler vertreten. Garnett war als Erster Timberwolve in der Starting Five beim NBA All-Star Game. Er hatte am Ende der Saison 18,5 Punkte, 9,6 Rebounds und 1,83 Blocks pro Spiel auf seinem Konto stehen. In den Playoffs schieden die Timberwolves in der ersten Runde aus, nachdem sie zur Halbzeit im entscheidenden fünften Spiel gegen die Seattle Supersonics noch in Führung gelegen hatten.
Mit Gugliotta und Marbury verloren die Timberwolves zwei wichtige Spieler an andere Vereine. Die durch einen Lockout verkürzte Saison 1998/99 beendeten sie mit 25:25. In der ersten Runde der Playoffs verloren sie gegen die San Antonio Spurs. Garnett war am Ende der Saison bei Punkten, Rebounds, Blocks und Steals unter den besten 20 und wurde in das All-NBA Third Team gewählt. Vorübergehende Zugänge waren Terrell Brandon und Joe Smith.
In der Saison 1999/00 erreichten die Timberwolves ihre bis dahin beste Saisonbilanz von 50:32. Sie erreichten die Playoffs, wo sie in der ersten Runde den Portland Trailblazers mit 1:3 unterlagen. Bester Spieler war Garnett, der mit 22,9 Punkten als zehntbester und 11,8 Rebounds pro Spiel als viertbester Spieler abschnitt. Außerdem erreichte er mehr als fünf Assists pro Spiel. Er wurde in das All-NBA-First Team und das All-Defensive First Team gewählt.
Zu Beginn der Saison 2000/01 verloren die Timberwolves zwei Spieler: Malik Sealy starb bei einem Autounfall und der Vertrag mit Forward Joe Smith von der NBA für nichtig erklärt. Smith spielte ab November 2000 für die Detroit Pistons. Neuzugänge waren unter anderem Chauncey Billups und Regie Slater. Die Timberwolves schlossen die Saison mit einer Bilanz von 47:35 ab und erreichten als achter der Western Conference die Play-offs. Dort unterlagen sie in der ersten Runde den San Antonio Spurs mit 1:3. Mit elf Siegen in Serie setzten sie in dieser Saison einen neuen Franchise-Rekord und den Bestwert aller Mannschaften 2000/01. Auch in diesem Jahr nahm Garnett wieder am All-Star-Game teil. In diesem Jahr erreichte er 54 double-doubles und mit 11,4 Rebounds den sechstbesten Wert in der NBA.
Vorläufiger Höhepunkt war die Spielzeit 2003/04, in der die Timberwolves als bestes Team der Western Conference, die Saison beendeten und ihr Starspieler Kevin Garnett zum wertvollsten Spieler (MVP) gewählt wurde. In den Playoffs scheiterten sie im Conference Final der Western Conference an den Los Angeles Lakers. In der Folgesaison 2004/05 lieferten die Co-Stars Latrell Sprewell und Sam Cassell schwache Leistungen. Das Management entschloss sich dennoch, „Spree“ weiterhin an den Club zu binden, doch dieser lehnte die Vertragsverlängerung mit der Begründung „er habe eine Familie zu ernähren“ ab. Sam Cassell wurde zu den L.A. Clippers getradet, unter anderem für Marko Jarić. Die Timberwolves erreichten in der Spielzeit 2004/05 nicht die Play-offs, 2005/06 konnte sich die Mannschaft nicht für die Meisterrunde qualifizieren. Am 31. Juli 2007 wurde Superstar Kevin Garnett im Tausch für fünf Spieler (höchste Anzahl für einen einzelnen Spieler in der NBA-Geschichte) zu den Boston Celtics getradet.

### Erfolglose Jahre mit Kevin Love (2008–2015)

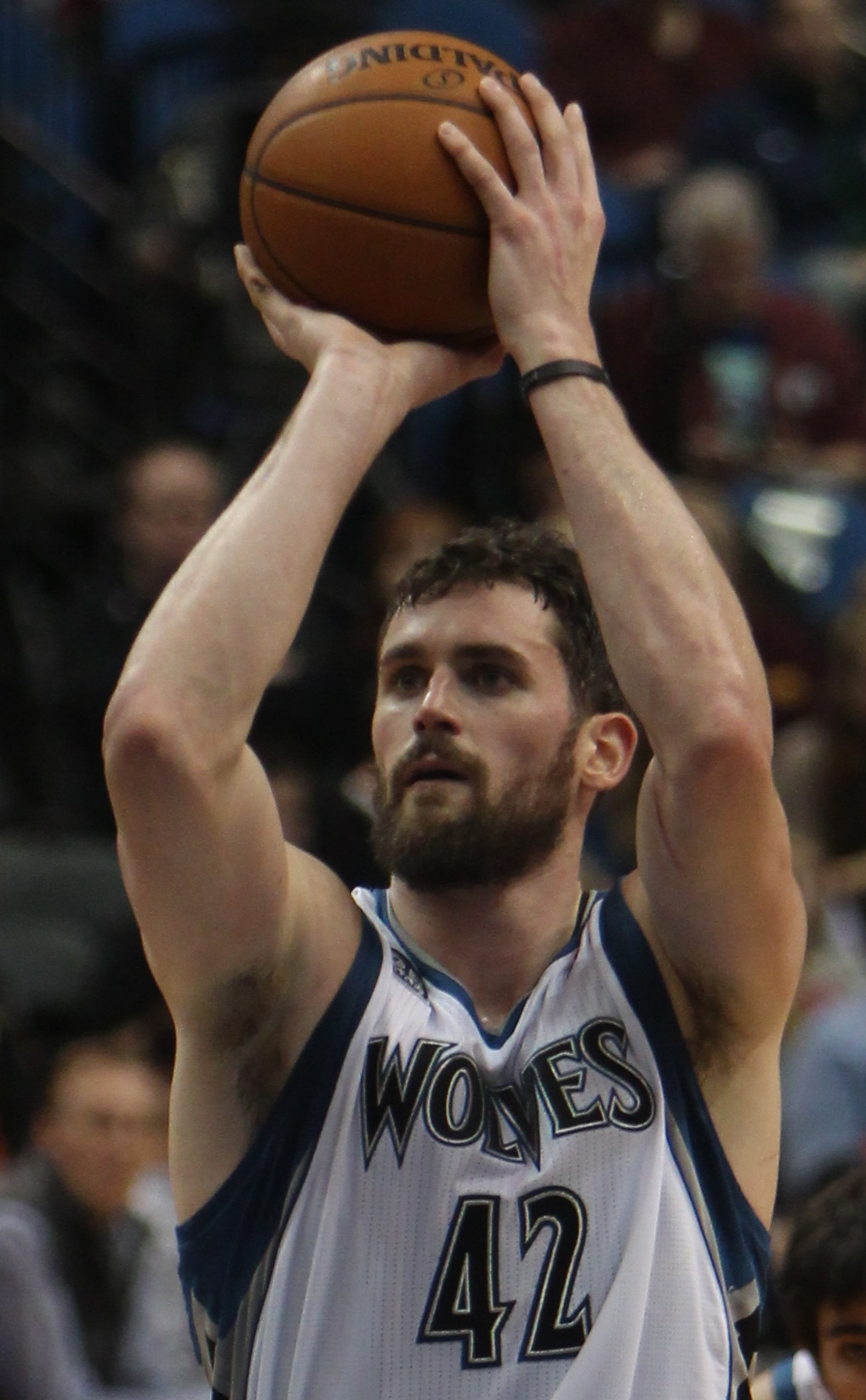
Kevin Love (2008–2014)

In der Saison 2008/09 gehören die Minnesota Timberwolves zu den schlechtesten Teams der Liga und belegen einen der unteren Ränge der Western Conference. In der Folge wurde Trainer Randy Wittman am 8. Dezember 2008 entlassen. Kevin McHale übernahm die Coachingaufgaben. Dieser startete gut mit dem Team und wurde anfangs zum Coach of the Month gewählt worden. Nachdem sich Al Jefferson und Corey Brewer verletzt hatten, spielte das Team nicht mehr so gut und beendete die Saison mit einer Bilanz von 24:58.
Als David Kahn im Juni 2009 zum neuen General Manager ernannt wurde entließ dieser McHale und ernannte den damaligen Assistenz-Coach der Lakers, Kurt Rambis, zum neuen Trainer. Unter Rambis spielte das Team noch schlechter als zuvor und holte in der ganzen Saison nur 15 Siege und war damit nach den New Jersey Nets das schlechteste Team der NBA.
In der darauffolgenden Saison 2010/11 war das Team mit einer Bilanz von 17:65 das schlechteste Team der Liga, obwohl der Star der Mannschaft, Kevin Love, stark aufspielte. Kurt Rambis wurde von seinen Aufgaben als Trainer entbunden, da das Team seine taktischen Vorgaben nicht umsetzen konnte.
Sein Nachfolger wurde Trainer Legende Rick Adelman, der seinerseits bei den Houston Rockets entlassen wurde.
Mit Rick Adelman und den neuen Spielern Ricky Rubio, der schon 2009 an fünfter Stelle gedraftet wurde, und dem zweiten Pick 2011, Derrick Williams, sowie Zweitrundenpick Malcolm Lee gingen die Timberwolves in die Saison 2011/12. Im Verlauf der Saison verletzte sich Rubio und konnte nicht mehr eingesetzt werden. Love spielte eine starke Saison mit zweistelligen Werten bei Punkten und Rebounds und wurde in das All-Star Team gewählt. Die Play-offs wurden nicht erreicht. Auch die folgende Saison 2012/13 endete ernüchternd. Kevin Love konnte aufgrund von Verletzungen nur 18 Spiele absolvieren und seine Statistik verschlechterte sich. Ebenso konnte der verpflichtete Guard Brandon Roy aufgrund von weiteren Verletzungen nur in acht Spielen mitwirken. So endete auch die Saison 2012/13 erneut ohne eine Playoff-Teilnahme.
Beim NBA-Draft 2013 wählten die Wolves an 9. Stelle den Point Guard Trey Burke (College Michigan) und tradeten die Rechte an ihm kurz danach an die Utah Jazz. Dafür erhielten sie die Rechte an Shooting Guard Shabazz Muhammad (14. Pick / UCLA) und dem an 21. Stelle gedrafteten Center Gorgui Dieng (Louisville). In der 2. Runde des Drafts wählten sie noch den Point Guard Lorenzo Brown (52. Pick / N.C. State) und an 59. Stelle den Center Bojan Dubljević. Der Vertrag mit Nikola Peković wurde verlängert. Forward Derrick Williams konnte die ihn gesetzten Erwartungen nie erfüllen und wurden zu den Sacramento Kings für Luc Mbah a Moute abgegeben. Trotz sehr guter Leistungen von Kevin Love verpassten die Wolves abermals die Playoffs. Rick Adelman trat als Trainer zurück und Flip Saunders übernahm erneut das Amt des Trainers.
Während des Sommers 2014 wurde Starspieler Kevin Love zu den Cleveland Cavaliers transferiert. Im Gegenzug erhielten die Wolves den ersten Picks des NBA-Drafts 2014, Andrew Wiggins von den Cavaliers. Ebenfalls wechselten Anthony Bennett, von den Cavs und Thaddeus Young von den Philadelphia 76ers, nach Minnesota. Zudem verlängerte man den Vertrag mit dem spanischen Point Guard Ricky Rubio um mehrere Jahre.

### Ankunft von Karl-Anthony Towns und Verpflichtung von Jimmy Butler (2015–2018)
Während der Saison hatten die Wolves mit Verletzungsproblemen ihrer Starspieler Pekovic und Rubio zu kämpfen. Kurz nach dem All-Star Break wurde Kevin Garnett nach Jahren nach Minnesota zurückgeholt. Als neue Lichtblicke der Franchise traten neben Rookie Wiggins, auch Zach LaVine und Shabazz Muhammad hervor. Dennoch stellten die Timberwolves mit nur 16 Siegen die schlechteste Bilanz der Liga auf. Bei der anschließenden Draftlotterie gewann man erstmals das erste Auswahlrecht für den NBA-Draft 2015, bei dem man sich den dominikanischen Center Karl-Anthony Towns sicherte, der zuvor an der University of Kentucky aktiv war.
Am 25. Oktober 2015 erlag der Headcoach der Timberwolves Flip Saunders seinem Krebsleiden. Sein Nachfolger wurde der bisherige Assistant-Coach Sam Mitchell. Die Wolves verbesserten sich auf 29 Saisonsiege, verpassten jedoch erneut die Playoffs. Die Verbesserung lag nicht zuletzt an der Leistungssteigerung von Spielern LaVine und Wiggins, sondern auch an der sehr guten Rookiesaison von Towns, der wie Wiggins im Vorjahr, den Rookie of the Year gewann.
Bereits kurz nach Saisonende präsentierten die Timberwolves mit Tom Thibodeau einen neuen Headcoach für die kommenden Saison 2016/2017. Thibodeau war zuvor mehrere Jahre als Headcoach für die Chicago Bulls tätig und war zwischen 1989 und 1992 bereits als Assistant Coach bei den Wolves tätig. Im NBA-Draft wurde Kris Dunn an fünfter Stelle ausgewählt. Weiterhin beendete Kevin Garnett nach 21 Profijahren, davon 13 bei den Timberwolves, seine aktive NBA-Karriere. Die Playoffs wurden erneut verpasst.
Im Rahmen des NBA-Drafts 2017 wurde All-Star Jimmy Butler von den Chicago Bulls verpflichtet. Im Gegenzug wechselten Zach LaVine, Kris Dunn und die Draftrechte an Lauri Markkanen zu den Bulls. Dieser hatte schon zuvor unter Thibodeau bei den Bulls gespielt. Weiterhin wurde der langjährige Starting Point Guard Ricky Rubio zu den Utah Jazz transferiert. Dafür wurde mit Jeff Teague ein weiterer ehemaliger All-Star verpflichtet. Weiterhin kamen mit Taj Gibson und Jamal Crawford weitere Veteranen hinzu. Angeführt von Starcenter Towns erreichten die Wolves erstmals nach 14 Jahren wieder die NBA-Playoffs. In der ersten Runde schieden sie jedoch gegen die Houston Rockets aus.
Im Verlauf der Saison 2018/19, am 12. November 2018, wurden Jimmy Butler und Justin Patton dann in Austausch für Robert Covington, Dario Šarić, Jerryd Bayless und einen Pick in der zweiten Runde des NBA-Draftverfahrens 2022 zu den Philadelphia 76ers transferiert. Einige Monate später, am 6. Januar 2019, haben die Timberwolves verkündet, dass sie Tom Thibodeau entlassen haben und Ryan Saunders als vorläufiger Head Coach dienen würde, bis die Timberwolves einen neuen Head Coach gefunden haben.

### Karl-Anthony Towns-Ära (2018 bis 2024)
Am 20. Mai 2019 wurde verkündet, dass Ryan Saunders mit einem Vertrag über mehrere Jahre ausgestattet wurde, und damit als offizieller, und nicht mehr vorläufiger, Head Coach angestellt wurde.
Die Timberwolves hielten im NBA-Draft 2019 den 11. Pick der ersten Runde und den 13. Pick in der zweiten Runde. Die Timberwolves transferierten den 11. Pick zusammen mit Dario Saric in Austausch für den sechsten Pick (Jarrett Culver) zu den Phoenix Suns.

#### Ankunft von Edwards und Gobert (The Big Three)
Im Februar 2020 tauschten die Timberwolves Andrew Wiggins für Karl-Anthony Towns langjährigen Freund D’Angelo Russell an die Golden State Warriors. Am Ende der Saison erhielten die Timberwolves den 1. Pick im NBA Draft 2020. Mit dieser Auswahl zog das Team Anthony Edwards von der University of Georgia ein.
Im Februar 2021 wurde Cheftrainer Ryan Saunders gefeuert und Assistenztrainer Chris Finch wurde eingestellt, um ihn zu ersetzen. Die Timberwolves beendeten die Saison 23-49 und verpassten die Playoffs. Im April 2021 gaben die Timberwolves bekannt, dass Besitzer Glen Taylor einen Deal mit Marc Lore und Alex Rodriguez geschlossen hatte, um das Team zu verkaufen. Lore und Rodriguez werden im Laufe von zwei Jahren Mehrheitseigentümer werden. Juli 2021 wurde bekannt gegeben, dass Lore und Rodriguez 20 % des Teams übernommen hatten. 2022 werden sie 20 % mehr und 2023 40 % mehr kaufen, dann werden sie Mehrheitseigentümer des Klubs sein. Die Transaktion beinhaltet auch das Eigentum an dem WNBA-Schwesterclub der Timberwolves, dem Minnesota Lynx. Der Deal bewertete das Team auf 1,5 Milliarden Dollar. In der Nebensaison tauschten die Wolves Ricky Rubio gegen Taurean Prince von den Cleveland Cavaliers. Die Wolves übernahmen daraufhin Patrick Beverley im Austausch für Juancho Hernangomez und den ehemaligen Erstrundenpick Jarrett Culver. Der letzte Schritt, den sie machten, war die Unterzeichnung des ehemaligen Draft Pick 2020 Leandro Bolmaro für einen 4-Jahres-Rookie-Vertrag mit 11,8 Millionen Dollar. Im September 2021 wurde Sachin Gupta, nachdem Gersson Rosas von seinem Posten als Präsident der Basketball Operations entbunden wurde, zum neuen Interimspräsidenten der Basketball Operations befördert, während er seine Rolle als EVP der Basketball Operations beibehielt. Die Saison 2021–22 der Timberwolves begann am 20. Oktober im Target Center gegen die Houston Rockets. Die Timberwolves beendeten die Saison 46-36 insgesamt, der zweitmeisten Saisonsiege seit dem Conference-Finale 2004. Die Wolves besiegten die LA Clippers im 7-8 Play-in Spiel, um ihren Platz in den NBA Playoffs 2022 zu sichern. Die Timberwolves wurden von den Memphis Grizzlies in der ersten Runde 4 zu 2 Partien eliminiert. Im Mai 2022 wurde bekannt, dass die Timberwolves Tim Connelly, der zuvor als President of Basketball Operations bei den Denver Nuggets gedient hatte, als President of Basketball Operations eingestellt hatten. Er wurde Berichten zufolge von den Timberwolves einen 5-Jahres-Vertrag über 40 Millionen Dollar unterschrieben, der Eigentumsrechte beinhaltet. Im Juli 2022 tauschten die Timberwolves Malik Beasley, Patrick Beverley, Jarred Vanderbilt, Leandro Bolmaro, Walker Kessler und vier zukünftige First Round Draft-Picks gegen 3× NBA DPOY Rudy Gobert von den Utah Jazz. Die Timberwolves begannen die Saison 2022/23 mit hohen Erwartungen nach dem Gobert-Handel. Am 28. November 2022 erlitt Karl-Anthony Towns eine schwere Wadenbelastung, die ihn 52 Spiele kostete. Die Verletzung drängte Anthony Edwards in eine Führungsrolle, mit dem ersten Mal All-Star führte das Team zu einem 42-40 Ziel und einem Play-in Turnier Liegeplatz. Nach einem Sieg gegen die Los Angeles Lakers sicherten sich die Timberwolves den achten Platz mit einem 25-Punkte-Sieg über die Oklahoma City Thunder. In der ersten Runde verloren sie gegen den ersten Seed (und späteren NBA-Champion) Denver Nuggets.

### Abgang von KAT / Anthony Edwards-Ära (ab 2024)
Während der NBA-Offseason 2024 wurde Karl-Anthony Towns nach neun Saisons bei den Timberwolves im Austausch für unter anderem Julius Randle und Donte DiVincenzo zu den New York Knicks geschickt. Die reguläre Saison 2024/25 beendeten die Timberwolves mit 49 Siegen auf dem sechsten Rang im Westen. Nach 4:1-Siegen in den Play-offs über die Los Angeles Lakers und die Golden State Warriors erreichte das Team wie im Vorjahr die Western-Conference-Finals.

## Aktueller Kader
| Nr. | Nat.               | Name                 | Position      | Geburt     | Größe  | Info | College            |
| --- | ------------------ | -------------------- | ------------- | ---------- | ------ | ---- | ------------------ |
| 0   | Vereinigte Staaten | Donte DiVincenzo     | Guard         | 31.01.1997 | 193 cm |      | Villanova          |
| 00  | Vereinigte Staaten | Terrence Shannon Jr. | Guard/Forward | 30.07.2000 | 198 cm | R    | Illinois           |
| 3   | Vereinigte Staaten | Jaden McDaniels      | Forward       | 29.09.2000 | 206 cm |      | Washington         |
| 4   | Vereinigte Staaten | Rob Dillingham       | Guard         | 04.01.2005 | 191 cm | R    | Kentucky           |
| 5   | Vereinigte Staaten | Anthony Edwards      | Guard         | 05.08.2001 | 196 cm |      | Georgia            |
| 7   | Australien         | Joe Ingles           | Guard/Forward | 02.10.1987 | 203 cm |      | Australien         |
| 8   | Vereinigte Staaten | Josh Minott          | Forward       | 25.11.2002 | 203 cm |      | Memphis            |
| 10  | Vereinigte Staaten | Mike Conley Jr.      | Guard         | 11.10.1987 | 185 cm |      | Ohio State         |
| 11  | Vereinigte Staaten | Naz Reid             | Forward       | 26.08.1999 | 208 cm |      | Louisiana State    |
| 13  | Vereinigte Staaten | Tristen Newton       | Guard         | 26.04.2001 | 196 cm | R G  | Connecticut        |
| 14  | Niederlande        | Jesse Edwards        | Center        | 18.03.2000 | 213 cm | R G  | West Virginia      |
| 22  | Vereinigte Staaten | Jaylen Clark         | Guard         | 13.10.2001 | 193 cm | R    | UCLA               |
| 27  | Frankreich         | Rudy Gobert          | Center        | 26.06.1992 | 216 cm |      | Frankreich         |
| 30  | Vereinigte Staaten | Julius Randle        | Forward       | 29.11.1994 | 206 cm |      | Kentucky           |
| 33  | Kanada             | Leonard Miller       | Forward       | 26.11.2003 | 211 cm |      | Fort Erie (Kanada) |
| 55  | Vereinigte Staaten | Luka Garza           | Forward       | 27.12.1998 | 208 cm | G    | Iowa               |
| 77  | Vereinigte Staaten | Bones Hyland         | Guard         | 14.09.2000 | 188 cm | G    | VCU                |

| Nat.               | Name               | Position       |
| ------------------ | ------------------ | -------------- |
| Vereinigte Staaten | Chris Finch        | Head Coach     |
| unbekannt          | Joe Boylan         | Assistenzcoach |
| Vereinigte Staaten | Kevin Hanson       | Assistenzcoach |
| Vereinigte Staaten | Chris Hines        | Assistenzcoach |
| Frankreich         | Max Lefevre        | Assistenzcoach |
| Vereinigte Staaten | Jeff Newton        | Assistenzcoach |
| Vereinigte Staaten | Micah Nori         | Assistenzcoach |
| Argentinien        | Pablo Prigioni     | Assistenzcoach |
| Vereinigte Staaten | Elston Turner      | Assistenzcoach |
| Vereinigte Staaten | Corliss Williamson | Assistenzcoach |

| Abk. | Bedeutung                       |
| ---- | ------------------------------- |
| Nr.  | Trikotnummer                    |
| Nat. | Nationalität                    |
| C    | Mannschaftskapitän              |
| R    | Rookie                          |
| G    | Two-way contract                |
| S    | Suspension                      |
|      | Verletzungsbedingte Inaktivität |

## Ehrungen und nennenswerte Leistungen
| Nr. | Nat.               | Name        | Position | Zeit      |
| --- | ------------------ | ----------- | -------- | --------- |
| 2   | Vereinigte Staaten | Malik Sealy | Forward  | 1999/2000 |

| Name               | aktueller Verein      |
| ------------------ | --------------------- |
| Michael Beasley    | Karriere beendet      |
| Chauncey Billups   | Karriere beendet      |
| Terrell Brandon    | Karriere beendet      |
| Corey Brewer       | Karriere beendet      |
| Jimmy Butler       | Golden State Warriors |
| Sam Cassell        | Karriere beendet      |
| Tyrone Corbin      | Karriere beendet      |
| Jamal Crawford     | Karriere beendet      |
| Randy Foye         | Karriere beendet      |
| Kevin Garnett      | Karriere beendet      |
| Tom Gugliotta      | Karriere beendet      |
| Al Jefferson       | Karriere beendet      |
| Christian Laettner | Karriere beendet      |
| Kevin Love         | Miami Heat            |
| Stephon Marbury    | Karriere beendet      |
| Sam Mitchell       | Karriere beendet      |
| Chuck Person       | Karriere beendet      |
| Terry Porter       | Karriere beendet      |
| Pooh Richardson    | Karriere beendet      |
| Isaiah Rider       | Karriere beendet      |
| Derrick Rose       | Karriere beendet      |
| Joe Smith          | Karriere beendet      |
| Latrell Sprewell   | Karriere beendet      |
| Wally Szczerbiak   | Karriere beendet      |
| Jeff Teague        | Karriere beendet      |
| Karl-Anthony Towns | New York Knicks       |

## Statistiken
| Name           | Zeit                    | Siege:Niederlagen | Siege [%] |
| -------------- | ----------------------- | ----------------- | --------- |
| Bill Musselman | 1989–1991               | 51:113 Siege      | 31,1      |
| Jimmy Rodgers  | 1991–1993               | 21:90 Siege       | 18,9      |
| Sidney Lowe    | 1993–1994               | 33:102 Siege      | 24,4      |
| Bill Blair     | 1994–1996               | 27:75 Siege       | 26,5      |
| Flip Saunders  | 1996–2005 und 2014–2015 | 411:326 Siege     | 55,8      |
| Kevin McHale   | Interimstrainer 2005    | 19:12 Siege       | 61,3      |
| Dwane Casey    | 2005–2007               | 53:69 Siege       | 43,4      |
| Randy Wittman  | 2007–2008               | 12:30 Siege       | 26,6      |
| Kevin McHale   | 2008–2009               | 20:43 Siege       | 31,7      |
| Kurt Rambis    | 2009–2011               | 32:132 Siege      | 19,5      |
| Rick Adelman   | 2011–2014               | 97:133 Siege      | 42,2      |
| Sam Mitchell   | 2015–2016               | 29:53 Siege       | 35,4      |
| Tom Thibodeau  | 2016–2018               | 97:107 Siege      | 47,5      |
| Ryan Saunders  | 2018–2021               | 43:94 Siege       | 31,4      |

| Jahr    | Siege:Niederlagen | Siege [%] | Play-offs                                                            |
| ------- | ----------------- | --------- | -------------------------------------------------------------------- |
| 1989/90 | 22:60             | 26,8      | Nicht für die Play-offs qualifiziert                                 |
| 1990/91 | 29:53             | 35,4      | Nicht für die Play-offs qualifiziert                                 |
| 1991/92 | 15:67             | 18,3      | Nicht für die Play-offs qualifiziert                                 |
| 1992/93 | 19:63             | 23,2      | Nicht für die Play-offs qualifiziert                                 |
| 1993/94 | 20:62             | 24,4      | Nicht für die Play-offs qualifiziert                                 |
| 1994/95 | 21:61             | 25,6      | Nicht für die Play-offs qualifiziert                                 |
| 1995/96 | 26:56             | 31,7      | Nicht für die Play-offs qualifiziert                                 |
| 1996/97 | 40:42             | 48,8      | 0:3 in der ersten Runde gegen die Houston Rockets                    |
| 1997/98 | 45:37             | 54,9      | 2:3 in der ersten Runde gegen die Seattle SuperSonics                |
| 1998/99 | 25:25             | 50,0      | 1:3 in der ersten Runde gegen die San Antonio Spurs                  |
| 1999/00 | 50:32             | 61,0      | 1:3 in der ersten Runde gegen die Portland Trail Blazers             |
| 2000/01 | 47:35             | 57,3      | 1:3 in der ersten Runde gegen die San Antonio Spurs                  |
| 2001/02 | 50:32             | 61,0      | 0:3 in der ersten Runde gegen die Dallas Mavericks                   |
| 2002/03 | 51:31             | 62,2      | 2:4 in der ersten Runde gegen die Los Angeles Lakers                 |
| 2003/04 | 58:24             | 70,7      | 2:4 in den Western Conference-Finals gegen die Los Angeles Lakers    |
| 2004/05 | 44:38             | 53,7      | Nicht für die Play-offs qualifiziert                                 |
| 2005/06 | 33:49             | 40,2      | Nicht für die Play-offs qualifiziert                                 |
| 2006/07 | 32:50             | 39,0      | Nicht für die Play-offs qualifiziert                                 |
| 2007/08 | 22:60             | 26,8      | Nicht für die Play-offs qualifiziert                                 |
| 2008/09 | 24:58             | 29,3      | Nicht für die Play-offs qualifiziert                                 |
| 2009/10 | 15:67             | 18,3      | Nicht für die Play-offs qualifiziert                                 |
| 2010/11 | 17:65             | 20,7      | Nicht für die Play-offs qualifiziert                                 |
| 2011/12 | 26:40             | 39,4      | Nicht für die Play-offs qualifiziert                                 |
| 2012/13 | 31:51             | 37,8      | Nicht für die Play-offs qualifiziert                                 |
| 2013/14 | 40:42             | 48,8      | Nicht für die Play-offs qualifiziert                                 |
| 2014/15 | 16:66             | 19,5      | Nicht für die Play-offs qualifiziert                                 |
| 2015/16 | 29:53             | 35,4      | Nicht für die Play-offs qualifiziert                                 |
| 2016/17 | 31:51             | 37,8      | Nicht für die Play-offs qualifiziert                                 |
| 2017/18 | 47:35             | 57,3      | 1:4 in der ersten Runde gegen die Houston Rockets                    |
| 2018/19 | 36:46             | 43,9      | Nicht für die Play-offs qualifiziert                                 |
| 2019/20 | 19:45             | 29,7      | Nicht für die Play-offs qualifiziert                                 |
| 2020/21 | 23:49             | 31,9      | Nicht für die Play-offs qualifiziert                                 |
| 2021/22 | 46:36             | 56,1      | 2:4 in der ersten Runde gegen die Memphis Grizzlies                  |
| 2022/23 | 42:40             | 51,2      | 1:4 in der ersten Runde gegen die Denver Nuggets                     |
| 2023/24 | 56:26             | 68,3      | 1:4 in den Western Conference-Finals gegen die Dallas Mavericks      |
| 2024/25 | 49:33             | 59,8      | 1:4 in den Western Conference-Finals gegen den Oklahoma City Thunder |
| Gesamt  | 1206:1680         | 41,8 %    | 39:55 in den Play-offs (41,5 %) Stand: Mai 2025                      |